# Daseochaeta
Daseochaeta is een geslacht van vlinders van de familie Uilen (Noctuidae), uit de onderfamilie Cuculliinae.

## Soorten
- D. brevipennis Hampson, 1909
- D. mackeanae Cockerell, 1930
- D. metaphaea Hampson, 1909
- D. pulchra Wileman, 1912
- D. verbenata Distant, 1898
- D. viridis Leech, 1889